# روفوس لويس
روفوس لويس (بالإنجليزية: Rufus Lewis)‏ هو لاعب كرة قاعدة أمريكي، ولد في 13 ديسمبر 1919 في هاتيسبورغ في الولايات المتحدة، وتوفي في 17 ديسمبر 1999 في ساوثفيلد في الولايات المتحدة.